# Pachysphinx modesta
Pachysphinx modesta is een vlinder uit de familie van de pijlstaarten (Sphingidae). De wetenschappelijke naam van de soort werd in 1839 gepubliceerd door Thaddeus William Harris.

## Beschrijving

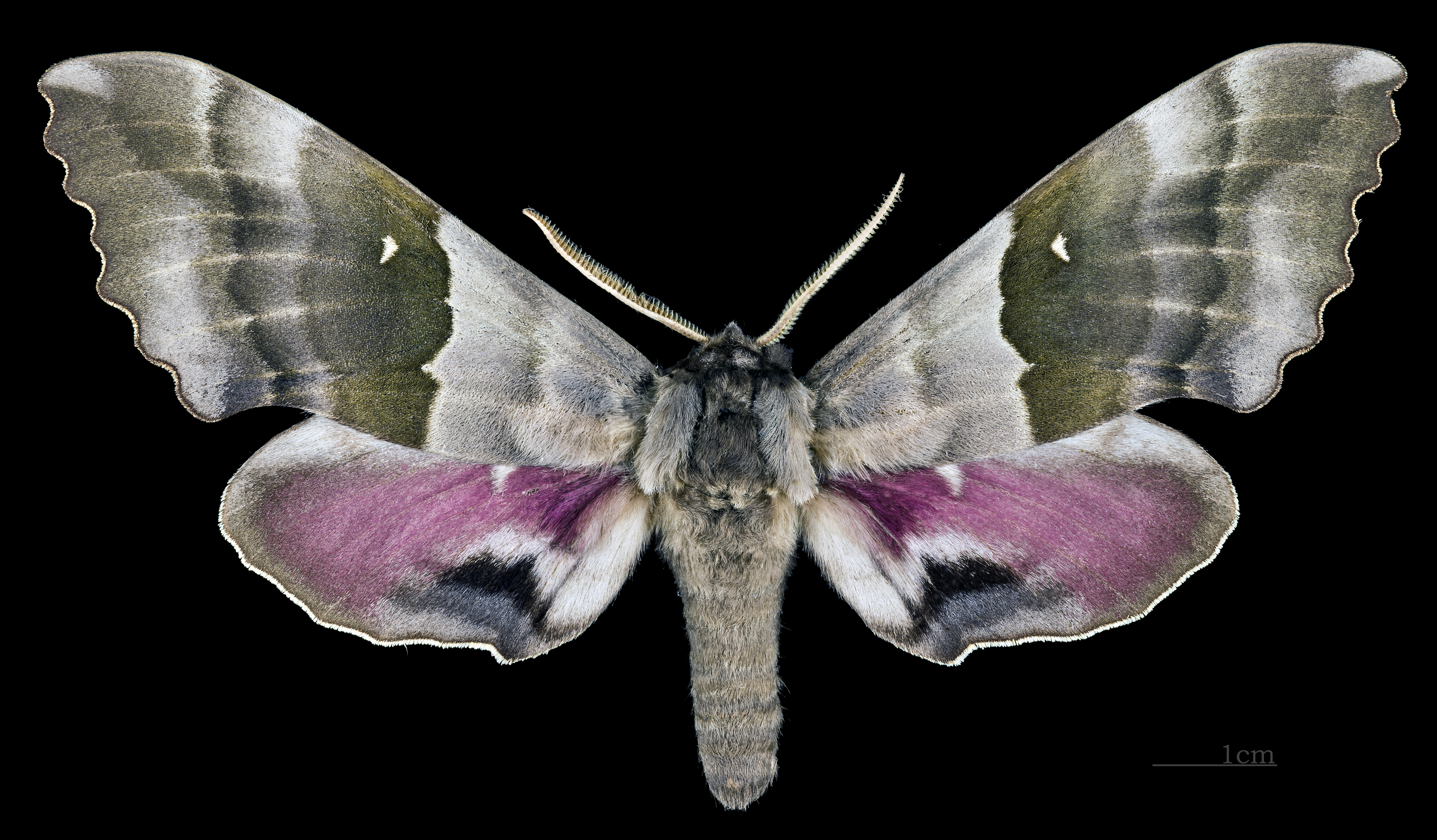
Pachysphinx modesta ♂
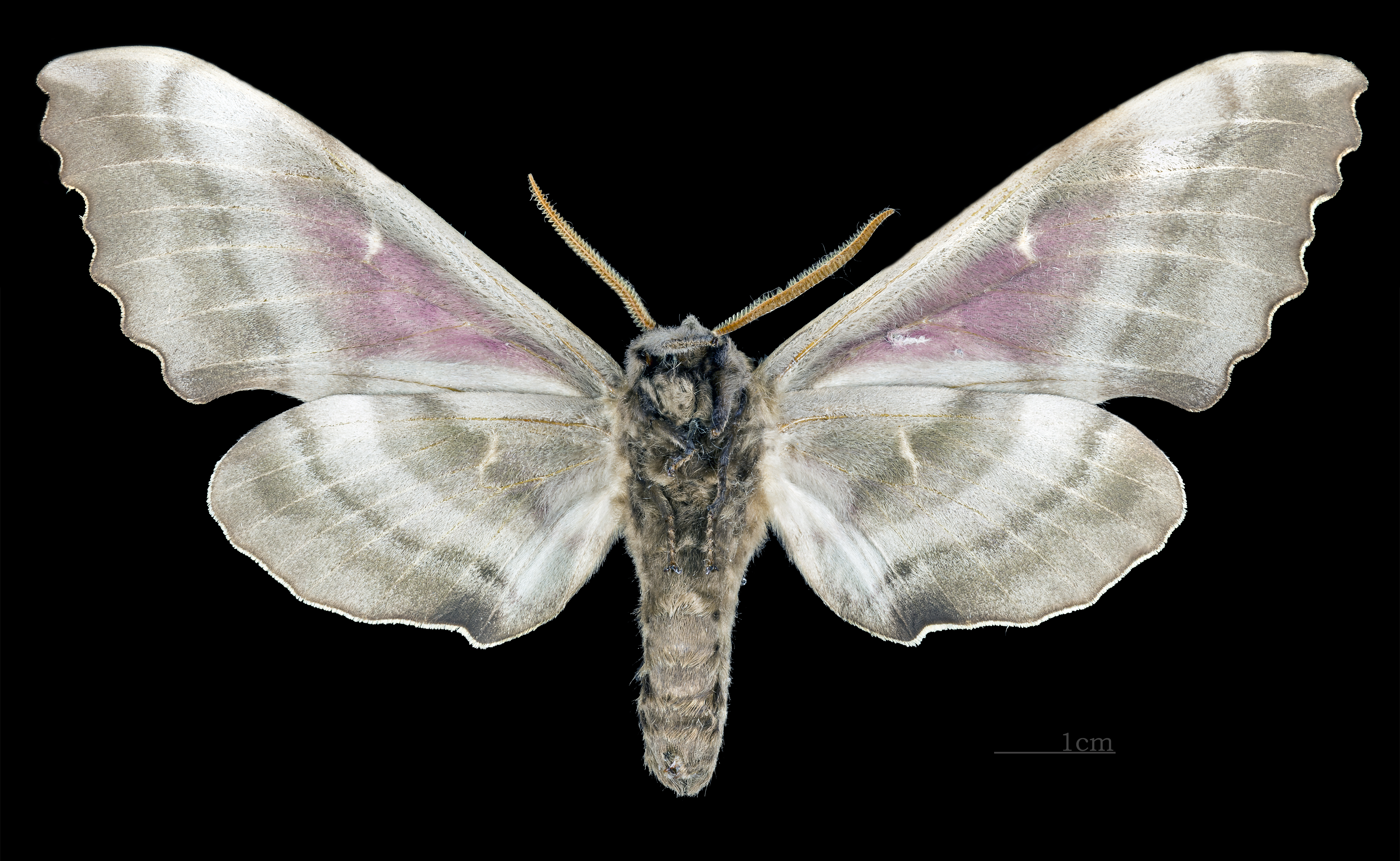
Pachysphinx modesta ♂  △
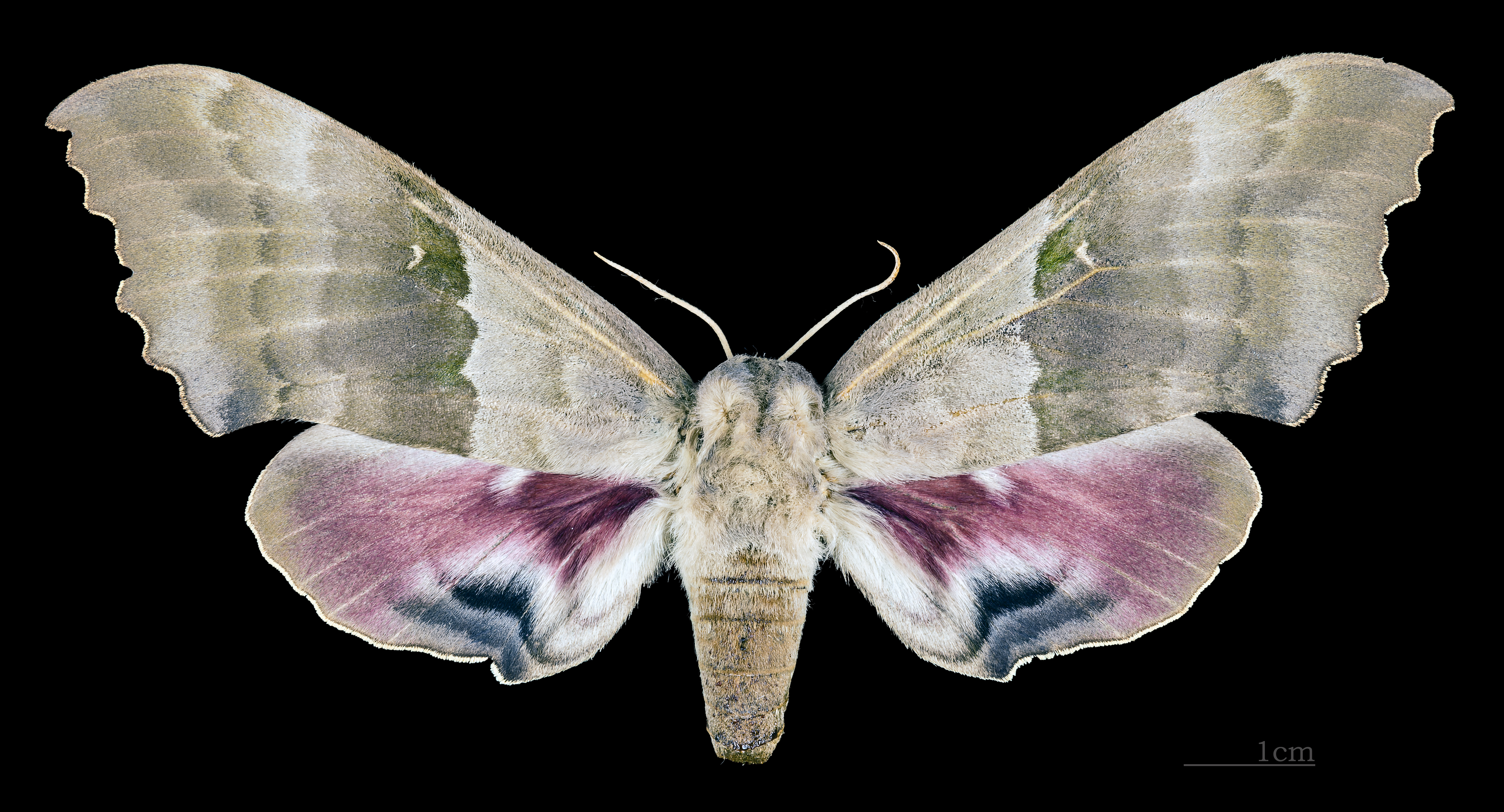
Pachysphinx modesta  ♀
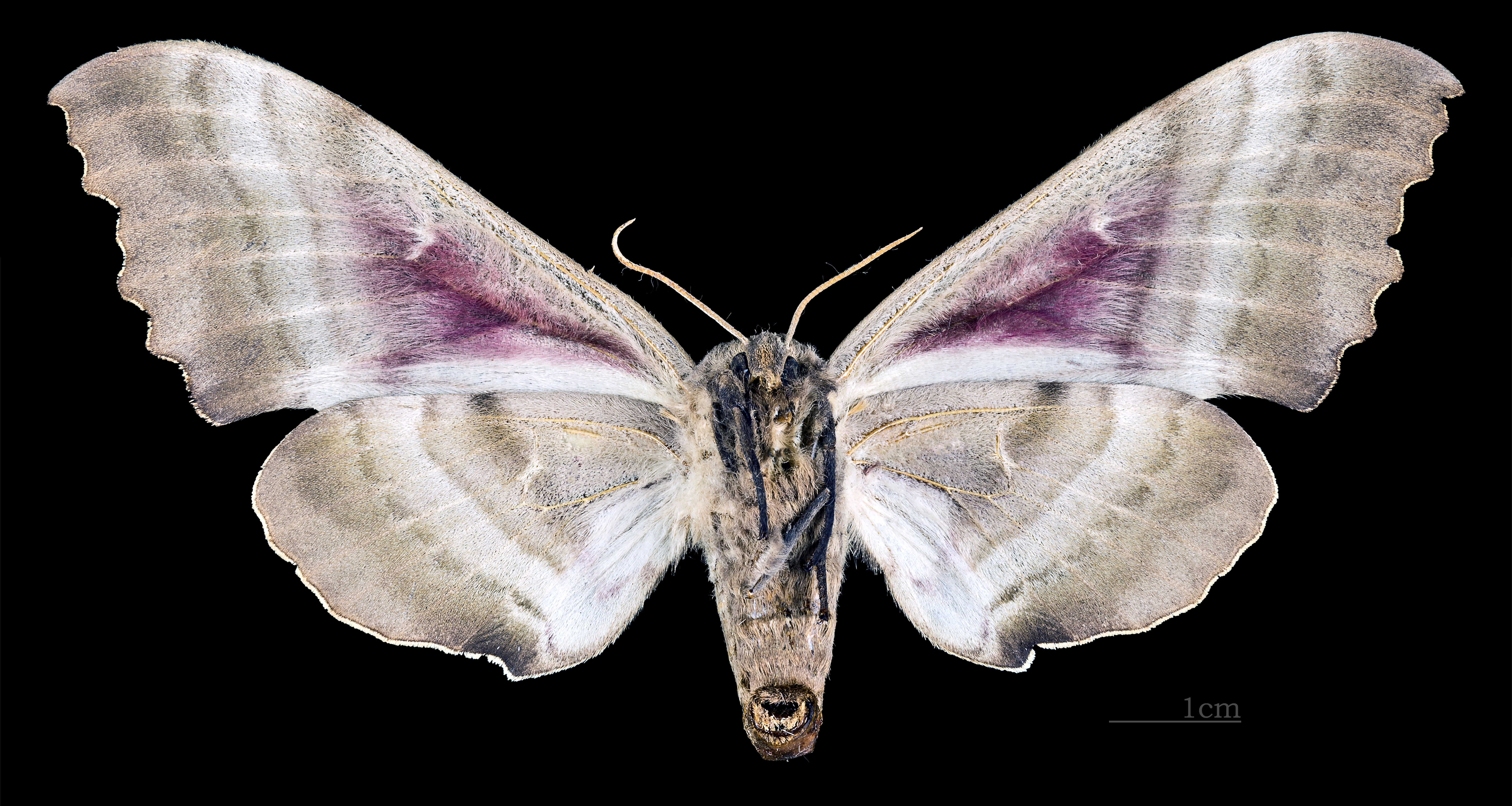
Pachysphinx modesta  ♀ △